# Alto representante de la Unión para Asuntos Exteriores y Política de Seguridad
El alto representante de la Unión para Asuntos Exteriores y Política de Seguridad (AR), también conocido por los medios como alto representante o jefe de la diplomacia europea, es el vicepresidente de la Comisión Europea que ostenta la cartera de política exterior y de seguridad, encargado de dirigir y ejecutar toda la acción exterior de la Unión Europea. Se trata de una de las principales innovaciones institucionales del Tratado de Lisboa, que busca dar lugar a una mayor coherencia, influencia y visibilidad a la UE en la escena internacional, teniendo más peso en sus relaciones con otros países y organizaciones internacionales, y la intención de los Estados de crear una «voz única» ante los asuntos exteriores. 
El alto representante es el jefe de la diplomacia comunitaria, coordina la acción exterior de la Unión en el seno de la Comisión Europea como uno de sus vicepresidentes y es el encargado de las relaciones internacionales y, como mandatario del Consejo de Asuntos Exteriores, dirige y ejecuta la Política Exterior y de Seguridad Común (PESC), incluyendo la Política Común de Seguridad y Defensa (PCSD) y dirige el Servicio Europeo de Acción Exterior. Puesto en funcionamiento con la entrada en vigor del Tratado de Lisboa el 1 de diciembre de 2009, este cargo combina estos tres instrumentos de actuación, que se reflejan en el desempeño nato de sus funciones orgánicas.
Este cargo aúna en un solo puesto las funciones que antes desempeñaban tres altos funcionarios: el alto representante del Consejo para la Política Exterior y de Seguridad Común, el comisario europeo de Relaciones Exteriores y el ministro de Asuntos Exteriores del Estado miembro que detentara en cada momento la presidencia semestral del Consejo de la Unión Europea, en sus funciones como presidente del Consejo de Asuntos Exteriores.
Así pues, sus funciones superan ampliamente el marco de la Comisión, pero en el seno de la misma ejerce funciones importantes que, a diferencia de lo que sucede con el resto de los vicepresidentes, los tratados enuncian aquí con detalle. El Tratado de la Unión, finalmente, atribuye al AR y al Consejo la función de velar por la correcta aplicación de los principios de solidaridad, lealtad, especificidad, convergencia e interés común en el ámbito de toda la política exterior y de seguridad común, incluida la PCSD, velando además por la unidad coherencia y eficacia de la acción de la Unión.
El AR se apoya en un servicio europeo de acción exterior en el ámbito interno y el de las relaciones internacionales, prestando asistencia a su política y a la acción exterior de la Unión. Como jefe del Servicio Exterior, el AR nombra, coordina y supervisa a los embajadores de las misiones diplomáticas de la Unión Europea acreditados ante terceros países u organismos internacionales y a los enviados especiales de la Unión destacados a determinadas áreas geográficas o políticas de singular relevancia estratégica. La estructura personal, organizativa y funcional del Servicio Exterior es fijada por decisión del Consejo de Asuntos Exteriores adoptada a propuesta de su presidente, el AR, previa consulta al Parlamento Europeo y previa aprobación de la Comisión.
Desde diciembre de 2024 este cargo está ocupado por la liberal Kaja Kallas, asistida por los servicios de la Comisión y del Consejo, cuya formación de Asuntos Exteriores le corresponde presidir.

## Títulos
El título formal del alto representante es «alto representante de la Unión para Asuntos Exteriores y Política de Seguridad». Anteriormente, este puesto se denominaba «alto representante de la Política Exterior y de Seguridad Común» y, en virtud de la frustrada Constitución Europea, habría sido designado para llevar el título de «ministro de Asuntos Exteriores de la Unión». Este último título, como ministro de Relaciones Exteriores de la UE, todavía lo aplican los medios de comunicación como una abreviatura públicamente reconocible para el cargo. El término «alto representante« equivale al de «alto comisionado» en los círculos diplomáticos. Dado que el alto representante es vicepresidente de oficio de la Comisión Europea, a veces se hace referencia al titular del cargo como AR/VP.

## Nombramiento y cese
| Síntesis del nombramiento del AR |
| --- |
| - Designación y nombramiento por el Consejo Europeo, de acuerdo con el presidente de la Comisión. - Audiencia ante la Comisión de Asuntos Exteriores (CAE) del Parlamento Europeo. - Dictamen de evaluación de la CAE; - investidura del Colegio de Comisarios, incluido el AR como vicepresidente del mismo, mediante aprobación del Parlamento por mayoría absoluta. - Jura y nombramiento de la Comisión por decisión del Consejo Europeo, con la entrada en funciones inmediata. |

Según lo dispuesto en el Tratado de la Unión Europea (TUE), en su artículo 17 y siguientes, el AR será nombrado por el Consejo Europeo por mayoría cualificada con la aprobación del presidente de la Comisión, durante un plazo de cinco años. Sin embargo, esto no significa que ostente ya el cargo, puesto que el AR, junto con el presidente y demás miembros de la Comisión, se someterán colegiadamente al voto de aprobación del Parlamento Europeo, reunido en sesión plenaria tras su constitución después de las elecciones europeas. Sobre la base de dicha aprobación, la Comisión junto con el alto representante serán nombrados por el Consejo Europeo por mayoría cualificada, donde prestarán juramento.
A este propósito y con anterioridad a la toma de posesión el reglamento del Parlamento Europeo prevé una fase de audiencias y evaluación previa de los comisarios designados y del alto representante antes de someterse a la investidura conjunta del mismo por el pleno del Parlamento, ante las comisiones parlamentarias concernidas, con el objeto de comprobar su adecuada capacidad para desempeñar la cartera que le ha sido asignada por el presidente (que en este caso será, por imperativo constitucional, una vicepresidencia para Asuntos Exteriores) y conocer su programa de actuación y su proyecto político.
En caso de dimisión voluntaria, cese o fallecimiento, el AR será sustituido durante el resto de su mandato. El Parlamento Europeo en caso de que se le someta a una moción de censura sobre la gestión de la Comisión, solo podrá pronunciarse sobre dicha moción transcurridos tres días como mínimo desde la fecha de su presentación y en votación pública. Si esta es aprobada por mayoría de dos tercios de los votos emitidos que representa, a su vez, la mayoría de los diputados que componen el Parlamento Europeo, el AR deberá dimitir del cargo que ejerce en la Comisión.
El Consejo fijará el sueldo, dieta y pensión del alto representante.

## Historia
| Alto representante                                              | Periodo del mandato                                                |                      |
| --------------------------------------------------------------- | ------------------------------------------------------------------ | -------------------- |
| Jürgen Trumpf · Alemania (independiente)                        | 1 de mayo de 1999 18 de octubre de 1999 (170 días)                 | interino             |
| Javier Solana · España (PSE)                                    | 18 de octubre de 1999 1 de diciembre de 2009 (10 años y 44 días)   | Primer AR permanente |
| Como alto representante y Vicepresidente de la Comisión Europea | Como alto representante y Vicepresidente de la Comisión Europea    | Comisión             |
| Catherine Ashton Reino Unido (PSE)                              | 1 de diciembre de 2009 31 de octubre de 2014 (4 años y 335 días)   | Barroso II           |
| · Federica Mogherini Italia (PSE)                               | 1 de noviembre de 2014 30 de noviembre de 2019 (5 años y 29 días)  | Juncker              |
| Josep Borrell · España (PSE)                                    | 1 de diciembre de 2019 30 de noviembre de 2024 (4 años y 365 días) | Von der Leyen I      |
| Kaja Kallas Estonia (ALDE)                                      | En el cargo desde el 1 de diciembre de 2024 (183 días)             | Von der Leyen II     |

### Alto representante del Consejo para la PESC
El primer cargo de alto representante del Consejo para la PESC fue creación del Tratado de Ámsterdam, si bien la política exterior y de seguridad común propiamente dicha era un concepto vigente desde Maastricht. La escasa visibilidad de este peculiar área de la acción política europea, conocida como «segundo pilar», y la confusión que causaba en las relaciones internacionales la profusa representación diplomática de la Unión Europea desde la entrada en vigor de este último tratado en 1993, empujó a los líderes europeos a promover su institucionalización con razón de las reformas de Ámsterdam. Así, se acordó la creación del puesto de alto representante del Consejo para la PESC, que recaería en el secretario general del Consejo, a la sazón el diplomático alemán Jürgen Trumpf. Pero la intención era desde un principio la de asociar este nuevo cargo a una cara conocida, una persona con peso político propio y experiencia en las relaciones internacionales.
Examinados estos requisitos, las nuevas funciones recayeron en el español Javier Solana quien había sido ministro en varios de los gobiernos socialistas de Felipe González en España, haciéndose cargo sucesivamente de las carteras de Cultura, Educación, portavocía del Gobierno y, finalmente, Asuntos Exteriores, departamento este que dirigió durante casi cuatro años. Al cabo de este tiempo, Solana fue promovido a la política internacional con el apoyo de Felipe González y del entonces presidente de los Estados Unidos, el demócrata Bill Clinton, con los que mantenía un estrecho vínculo personal, por lo que fue designado en 1992 secretario general de la OTAN, puesto desde el que acordaría y coordinaría el bombardeo sobre Yugoslavia.
La experiencia de Solana en la arena internacional, y muy particularmente en asuntos de seguridad global, supusieron un bastión sobre el que pudo apoyarse en sus primeros tiempos la PESC, que por lo demás carecía de una plataforma propia sobre la que poder despegar políticamente, más allá de los contactos internacionales de su jefe. Además, su conocimiento sobre asuntos y capacidades militares y su especial vínculo con los Balcanes, destrozados y políticamente desmembrados tras dos guerras civiles, orientó pronto la política exterior hacia la idea de la estrategia y las «misiones combinadas», civiles y militares, lo que favoreció en seguida la aparición y posterior institucionalización de una llamada política europea de seguridad y defensa.
En sus diez años de mandato, Solana reforzó significativamente las capacidades de la Unión Europea para actuar eficazmente en política exterior cuando los países miembros están de acuerdo para ello.

### Tratado de Lisboa
El cargo de alto representante de la Unión para Asuntos Exteriores y Política de Seguridad es una creación del Tratado de Lisboa, que para facilitar una mejor y más cohesionada proyección internacional de la Unión Europea salvaguardó la idea contenida por la abandonada Constitución europea, si bien alteró su denominación. Lo que en el Tratado constitucional tomaba el nombre de «ministro de Asuntos Exteriores de la Unión», en Lisboa se conservó bajo la más modesta y prolija denominación actual. Esta renuncia a los elementos demasiado simbólicos no alteró en nada el contenido ni las funciones del nuevo cargo, que recogía la clásica reivindicación que nació con la creación originaria del puesto de Javier Solana, la de refundir en uno solo los siguientes puestos:
- Alto representante del Consejo para la Política Exterior y de Seguridad Común (el llamado «Mr. PESC»).[2]
- Comisario europeo de Relaciones Internacionales.
- Presidente del Consejo de Asuntos Generales y Relaciones Internacionales —dividido ahora en dos formaciones distintas, una de las cuales el Consejo de Asuntos Exteriores—, cargo este que ocupaba de manera rotatoria el ministro de exteriores del Estado que ejercía en cada momento la presidencia de turno.

Dicho lo cual, podemos considerar al primero de estos como el más próximo o asimilable antecedente del actual alto representante. Esta figura política originariamente ideada por la Convención sobre el futuro de Europa que redactó la Constitución Europea e incluida en la misma con el nombre de «ministro de Asuntos Exteriores de la Unión», es el resultado de la unificación de tres puestos con relevancia externa, que anteriormente permanecían diferenciados: el alto representante del Consejo para la Política Exterior y de Seguridad Común (ámbito PESC), el ministro de asuntos exteriores del país que ocupara la presidencia semestral del Consejo, y el miembro de la Comisión encargado de las Relaciones Exteriores.

### Catherine Ashton: el diseño del Servicio Exterior
En cumplimiento de las previsiones del Tratado de Lisboa, una de las primeras tareas encomendadas en 2009 a la recién nombrada Alta Representante fue la creación del que está llamado a ser uno de los mayores servicios diplomáticos del mundo, el primero de naturaleza multinacional y comunitaria: el llamado Servicio Europeo de Acción Exterior (SEAE o Servicio Exterior).
Según los Tratados, corresponde a la Alta Representante la presentación de una propuesta sobre el nuevo servicio; dicha propuesta deberá a su vez ser aprobada por el Colegio de Comisarios para, a continuación, someterse al escrutinio del Consejo y del Parlamento Europeo, si bien la aprobación de este último debía ser meramente consultiva. Las gestiones, sin embargo, se complicaron enormemente debido a la exigente posición, en ocasiones tachada de inflexible, de un recién electo Parlamento que tomaba posesión, con la entrada en vigor de Lisboa, de muy amplios y renovados poderes. Así, la Eurocámara hizo valer en diversas ocasiones el enorme peso indirecto que le concede su extendida potestad presupuestaria, amenazando con vetar el reglamento financiero y de personal de que debía dotarse próximamente el nuevo Servicio Exterior.

### Federica Mogherini: la Cooperación estructurada permanente y el Fondo Europeo de Defensa
La CEP fue añadida en el Tratado de Lisboa —recogido en los artículos 42.6 y 46, así como en el Protocolo 10 del Tratado de la Unión Europea— pero nunca había sido utilizado. Por ello, en el Consejo de Asuntos Exteriores de junio de 2017, Federica Mogherini demandó un mayor apoyo para la implementación de la CEP. En respuesta, el Consejo instó a los responsables de la defensa comunitaria a proponer una serie de criterios y compromisos vinculantes en defensa y seguridad que permitiesen cumplir «las misiones más exigentes» a los Estados miembros que participasen en la CEP. A partir de entonces se realizaron encuentros preparatorios que permitieron a cada Estado miembro fijar su postura en torno a la CEP durante la reunión ministerial en Tallin de septiembre siguiente que sirvió como preámbulo al Consejo Europeo de octubre, momento que había sido establecido como el límite para que los gobiernos pusiesen en firme sus posturas. Sin embargo, durante el Consejo se designó el 13 de noviembre de 2017 como la fecha definitiva para definir la participación de cada Estado miembro.
De esta forma, un total de 23 Estados miembro firmaron la carta para notificar su intención de sumarse a la CEP, durante una ceremonia en la fecha convenida realizada en Bruselas entre los ministros de Exteriores y Defensa. Los únicos gobiernos que no se sumaron a la iniciativa fueron Irlanda, Portugal, Malta y Dinamarca, aunque finalmente solo estos últimos dos Estados no aceptaron los compromisos vinculantes durante la reunión de Asuntos Exteriores del 11 de diciembre siguiente, cuando se tomó la decisión formal para aprobar la CEP. De esta forma, entre la idea que defendía el gobierno francés con una avanzadilla de Estados implicados, y el proyecto inclusivo que impulsó el gobierno alemán, se impuso esta última opción.
En noviembre de 2021 el Consejo adoptó una Decisión por la que se lanzó la cuarta ola de proyectos de CEP que amplió la lista de proyectos que debían emprenderse. Ya en marzo de 2018, el Consejo adoptó una lista inicial de 17 proyectos y en noviembre de 2018, adoptó un segundo lote de 17 y, un tercer lote de 13 en noviembre de 2019. En consecuencia, el número de proyectos de colaboración se elevó a sesenta en ámbitos diversos como los centros de formación, los sistemas de formación terrestre, los sistemas marítimos y aéreos, la ciberseguridad, los servicios de capacitación o el espacio.

### Josep Borrell: la Brújula Estratégica
| La Brújula Estratégica indica las cuatro direcciones en las que se debería avanzar |  |                      |
| \| Resiliencia \| Resiliencia \| Resiliencia \| \| Gestión de crisis \| \| Capacidad de defensa \| \| Asociaciones con aliados \| Asociaciones con aliados \| Asociaciones con aliados \| \| ------------------------ \| ------------------------ \| ------------------------ \| |  |                      |
| Resiliencia |  |                      |
| Gestión de crisis |  | Capacidad de defensa |
| Asociaciones con aliados |  |                      |

En junio de 2020, los ministros de defensa de la UE acordaron desarrollar un documento denominado Brújula Estratégica para definir los objetivos de la organización en cuanto a la política de seguridad y defensa. El primer borrador del texto, presentado en noviembre de 2021, se basaba en un «análisis de amenazas» que fue realizado partiendo de información suministrada por los diferentes servicios de inteligencia de los Estados miembros de la UE en el marco del diálogo estructurado con las instituciones de la UE y varios expertos. Así, entre febrero y marzo se sucedieron diferentes versiones del texto tomando en cuenta las medidas en materia de defensa presentadas por la Comisión Europea a mediados de febrero. Adicionalmente varios acontecimientos internacionales —en particular la invasión rusa de Ucrania— afectaron el acuerdo final  aprobado por los líderes europeos en marzo.
La Brújula Estratégica no sustituirá a la Estrategia Global de la UE (EGUE) —presentada en 2017 por Federica Mogherini, entonces Alta Representante de la Unión para Asuntos Exteriores y Política de Seguridad— que establece las prioridades generales de la política exterior de la Unión. En cambio, se supone que es una estrategia de "rango medio", que traduce las prioridades de la UE en objetivos tangibles y define qué capacidades debe desarrollar la Unión. La Brújula también tiene como objetivo fomentar una "cultura estratégica" europea común, impulsando a los Estados miembros hacia un entendimiento común de las amenazas clave para la UE y cómo contrarrestarlas juntos.
En consonancia, se ha debatido la cuestión del uso de la cláusula de defensa mutua (artículo 42, apartado 7, del TUE) que establece que si un Estado miembro es víctima de agresión armada en su territorio, el resto de Estados tienen la obligación de ayudar y asistir a través de todos los medios a su alcance. Para Alemania, no obstante, también sería necesario lanzar una europeización de la "disuasión nuclear" de Francia y de su lugar en el Consejo de Seguridad de las Naciones Unidas.

## Funciones y poderes
| Otros cargos inherentes |
| --- |
| Los cargos que con carácter nato y permanente se asocian a la figura del AR en relación con sus funciones son pues, esquemáticamente: |
| - Vicepresidente y comisario de Asuntos Exteriores de la Comisión Europea. - Presidente del Consejo de Asuntos Exteriores. - Jefe del Servicio Europeo de Acción Exterior. - Comandante en Jefe de la EUFOR. - Presidente nato del Estado Mayor de la Unión Europea (delega su ejercicio en el Jefe del EMUE). - Presidente nato del Comité Político y de Seguridad de la Unión Europea (delega su ejercicio en un representante personal). - Presidente de la Agencia Europea de Defensa. - Presidente del Instituto de Estudios de Seguridad de la Unión Europea. |

Existen dos ámbitos competenciales que, rigiéndose por mecanismos y procedimientos muy distintos en su articulación y funcionamiento, están sin embargo, desde la entrada en vigor de Lisboa, sometidos a una misma arquitectura institucional y a la autoridad, más o menos asentada, del alto representante. Estos dos ámbitos competenciales son: representar al Consejo en cuestiones de política exterior y de seguridad común, y actuar como Comisario al frente de la cartera de asuntos exteriores de la Comisión, como responsable de política exterior y política de defensa común, preside las reuniones periódicas de los Ministros de Asuntos Exteriores. Además, representa a la Unión en la escena internacional en asuntos relacionados con la Política Exterior y de Seguridad Común (PESC) y está asistido por el Servicio Europeo de Acción Exterior compuesto por funcionarios del Consejo, la Comisión y los servicios diplomáticos nacionales.

### Alto representante para la PESC
En el Tratado de Lisboa, la PESC mantiene su singularidad y se regirá por disposiciones específicas. Corresponde al alto representante dirigir y ejecutar la política exterior y de seguridad común de la Unión (PESC), que incluye una política común de seguridad y defensa (PCSD), en los términos acordados por el Consejo de la UE en el marco de las directrices y orientaciones políticas generales definidas por el Consejo Europeo. En esta calidad le corresponde:
- Representar a la Unión en el ámbito de las relaciones internacionales y de la política exterior, siendo este el que dirige el diálogo exterior y expresa posiciones comunes en las organizaciones internacionales, sin perjuicio de las responsabilidades que en este ámbito corresponde al Presidente del Consejo Europeo, en el rango y condición que a este le son propios.
- Presidir la formación del Consejo de la Unión, competente en conocer y decidir lo relativo a la política exterior y de seguridad y defensa; actuando como mandatario del mismo y sujeto a los procedimientos de esta institución, debiendo cooperar estrechamente y coordinar su actuación con el presidente del Consejo Europeo y el presidente de la Comisión.
- Participar en las reuniones del Consejo Europeo, al que corresponde definir las prioridades y orientaciones políticas generales de la Unión, incluido el ámbito de la PESC
- Contribuir con sus propuestas a la elaboración de dichas políticas y a la fijación de sus objetivos generales tanto en el Consejo como en el Consejo Europeo
- Ejecutar, a través de los medios puestos a su disposición (en particular el Servicio Europeo de Acción Exterior), la política exterior y de seguridad común adoptada en el seno del Consejo.
- Poder convocar de oficio o a petición de un Estado miembro, en los casos que requiera una decisión rápida, una reunión extraordinaria del Consejo, en un plazo de cuarenta y ocho horas o, en caso de necesidad absoluta, en un plazo más breve.

#### Política Común de Seguridad y Defensa
El alto representante está al frente de la Política Común de Seguridad y Defensa (PCSD), contribuye con sus propuestas a la elaboración de dicha política y es, junto con los Estados miembros en lo que a estos concierna, el responsable de su ejecución, como mandatario del Consejo.
El AR dirige la principal infraestructura permanente de que dispone la Unión en sus relaciones internacionales: el Servicio Europeo de Acción Exterior, que integra casi todos los mecanismos orgánicos permanentes de la política defensiva de la Unión (el Comité Político y de Seguridad, el Comité Militar, el Estado Mayor de la Unión Europea, etc.). En particular:
- El AR puede plantear al Consejo, en solitario o junto con la Comisión, cualquier cuestión relacionada con la PCSD y presentar propuestas al respecto.
- Asimismo, puede convocar con carácter urgente una reunión del Consejo de Asuntos Exteriores si la situación internacional requiere una decisión rápida.
- Es al AR a quien los tratados asignan la función de mediación en los casos en que un Estado miembro manifieste dificultades severas para asumir un compromiso a escala europea, antes de remitir la situación, en su caso, al Consejo Europeo.
- Es también el responsable de coordinar a los ministros de exteriores y de defensa, en el seno del Consejo de Asuntos Exteriores, para la adopción o ejecución de las decisiones adoptadas.
- Asimismo, corresponde al AR la propuesta de designación y nombramiento de representantes especiales por el Consejo, encargados de misiones diplomáticas y políticas concretas que pueden tener asuntos de defensa en su cometido.
- Del mismo modo, y de acuerdo con su calidad de presidente del Consejo de Asuntos Exteriores y vicepresidente de la Comisión, es obligación del AR consultar periódicamente al Parlamento Europeo sobre los aspectos principales y opciones fundamentales de la PCSD, respondiendo a sus preguntas y recomendaciones y velando porque sus posiciones sean debidamente tenidas en cuenta.[49]
- También es el AR quien propone la modalidad de financiación de las distintas misiones europeas en el ámbito de la PCSD.[50]

Por otra parte, en el ámbito externo de sus facultades:
- Es el AR el encargado de dirigir en el nombre de la Unión las negociaciones y el diálogo con terceros países u organizaciones internacionales en el ámbito defensivo, incluido el Consejo de Seguridad de las Naciones Unidas, y el que expresa ante los mismos la posición europea.
- Es el responsable de coordinar las posiciones de los Estados miembros[51] y de negociar y concluir, en su caso, los acuerdos internacionales que comprometan a la Unión, en nombre y previo mandato del Consejo.
- En las conferencias o reuniones internacionales a las que no concurra, el AR deberá ser informado por los Estados miembros que participen de la misma.

##### Células de gestión de información
Como responsable de los asuntos de seguridad y defensa, el AR cuenta para el ejercicio de sus atribuciones con tres células de gestión de información cualificada integradas en la estructura de su Oficina: 
| Un Dispositivo de Vigilancia compuesto por asesores militares y policías en servicios especiales procedentes de los Estados miembros, que recoge y coordina toda la información de seguridad que le suministran las misiones militares de la Unión y las estructuras de inteligencia de los EE. mm., la contrasta, ordena y eleva a la consideración del SitCen y del AR; la información de los dispositivos de vigilancia está dirigida en general a los países que participan en las distintas misiones. |
| La Unidad de Crisis (o Crisis Room), integrada por el jefe de Gabinete y el jefe de Gabinete adjunto del AR, el jefe del EMUE, el portavoz del AR, el secretario general del Consejo y cualesquiera otros miembros que designe el AR, y dirigido por él mismo, que tiene a su exclusivo servicio un reducido departamento de funcionarios especializados, con acceso a materiales de alta tecnología de detección y gestión de información y datos en circulación, se reúne para el seguimiento intensivo de situaciones de alto riesgo o que exigen una atención exhaustiva. Esta información no sale del ejecutivo comunitario. |
| La misión del EU INTCEN consiste en proporcionar análisis de inteligencia, alerta temprana y conciencia situacional al Alto Representante, al Servicio Europeo de Acción Exterior y al Estado Mayor de la UE o a otros órganos de la Unión Europea con competencia en los ámbitos de la Política Exterior y de Seguridad Común, Política Común de Seguridad y Defensa, así como a los Estados miembros. |

### Vicepresidente de la Comisión
El Alto Representante es uno de los vicepresidentes de la Comisión, velará por la coherencia de la acción exterior de la Unión, se encargará, dentro de la Comisión, de las responsabilidades que incumben a la misma en el ámbito de las relaciones exteriores y de la coordinación de los demás aspectos de la acción exterior de la Unión. En el ejercicio de estas responsabilidades dentro de la Comisión, y exclusivamente, por lo que respecta a las mismas , el AR estará sujeto a los procedimientos por los que se rige el funcionamiento de la Comisión.
Para todo ello, el AR cuenta con la asistencia administrativa que como vicepresidente del Colegio de Comisarios le presta la Secretaría General de la Comisión y sus Servicios Comunes, así como los miembros de la Comisión adscritos al área exterior cuya coordinación tiene encomendada.

## El Servicio Europeo de Acción Exterior

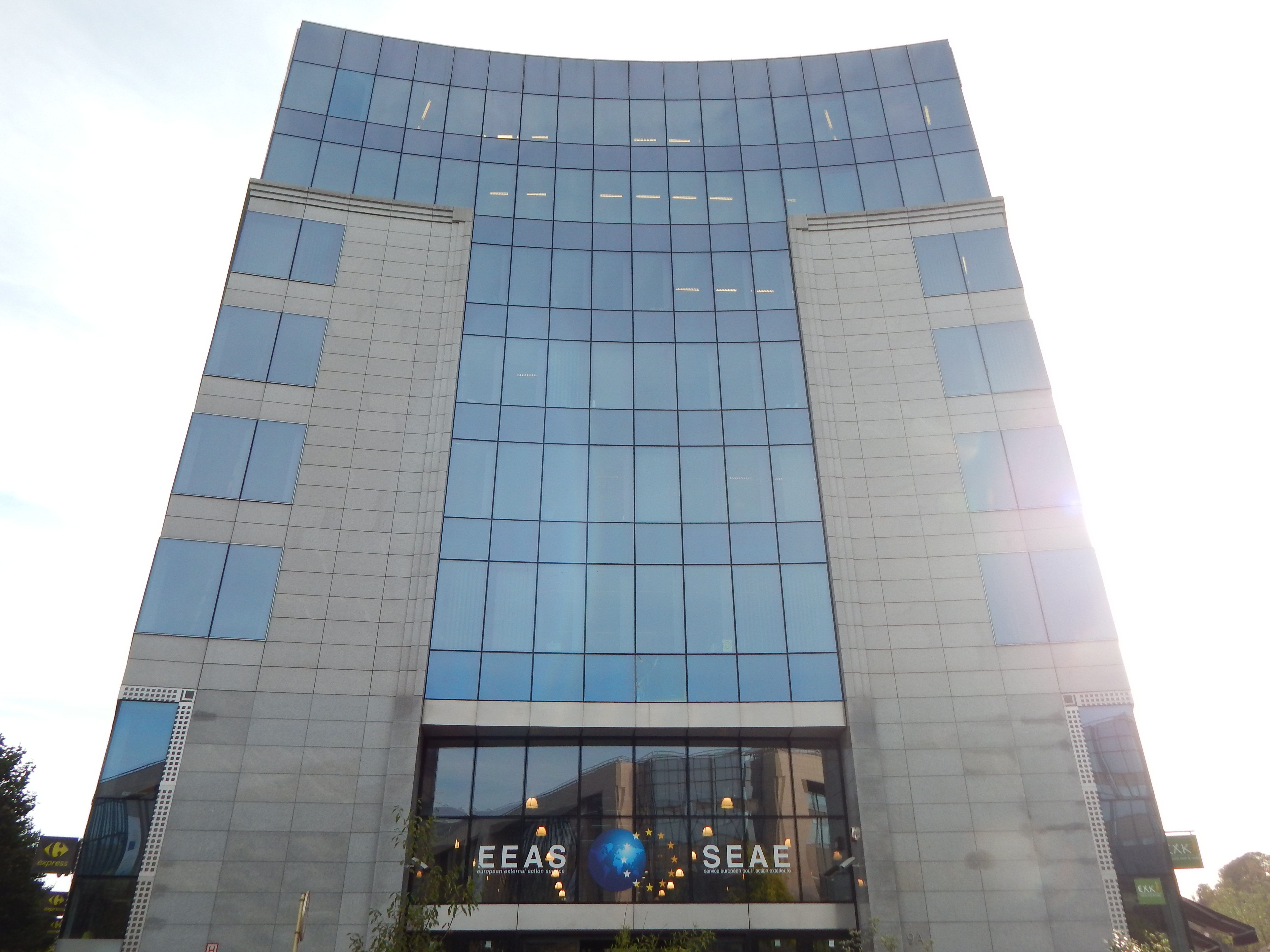
Triangle Building, sede del Servicio Europeo de Acción Exterior.

La función principal del servicio exterior es apoyar al alto representante en el desempeño de su cargo, asistiéndole en el ejercicio de todas sus atribuciones y en todos los ámbitos de su actividad, en particular:
- en su calidad de mandatario del Consejo para la dirección y ejecución de la política exterior y de seguridad común, incluida la política común de seguridad y defensa de la Unión;
- en su calidad de vicepresidente de la Comisión Europea encargado de las relaciones exteriores del ejecutivo comunitario y de la coordinación de las políticas y atribuciones con proyección exterior de esta institución, bajo la autoridad y supervisión de su presidente;
- en su calidad de presidente del Consejo de Asuntos Exteriores, la formación del Consejo encargada de elaborar la política exterior de la Unión, atendiendo a las prioridades y objetivos estratégicos establecidas por el Consejo Europeo y aplicándolos a sus líneas de actuación política concreta, así como de velar por la coherencia global de su acción exterior, todo lo cual sin perjuicio de las funciones de la Secretaría General del Consejo;
- en sus funciones generales de coordinación, como jefe de la política exterior de la Unión en su conjunto, de la acción exterior para garantizar su cohesión, aplicación y efectividad.

No obstante, y sin alterar la prioridad de este cometido mayor, que es el que establecen los Tratados, la Decisión sobre el SEAE adoptada en 2010 por el Consejo a propuesta de la alta representante Ashton, previa consulta al Parlamento Europeo y aprobación de la Comisión, y que regula su funcionamiento, atribuye legalmente también al nuevo organismo otras funciones complementarias o extiende las enunciadas al servicio de otros altos cargos comunitarios. Todo lo cual resulta sin perjuicio de la autoridad superior que sobre el Servicio corresponde al alto representante. La Decisión reguladora del SEAE menciona en particular a las siguientes autoridades o instituciones europeas:
- el presidente del Consejo Europeo, como máximo representante exterior de la Unión en el ámbito de la política exterior y de seguridad común, al nivel de los jefes de Estado y de gobierno;
- el presidente de la Comisión, en su calidad de jefe del ejecutivo comunitario (al que pertenece el propio AR) y representante del mismo en todos los ámbitos de la acción exterior que recaen sobre su competencia (política comercial común, ayuda al desarrollo, etc.);
- la Comisión Europea en su conjunto, fundamentalmente el Colegio de Comisarios, como la institución de la Unión con capacidad decisoria, ejecutiva y de gestión en todos los ámbitos de la acción exterior que no formen parte de la política exterior y de seguridad común;
- el Parlamento Europeo, y todos los diputados que lo integran, como institución colegisladora y presupuestaria de la Unión, junto con el segundo colegislador, el Consejo de la Unión, con facultad para decidir sobre algunas cuestiones de la acción exterior, pero particularmente sobre todo el presupuesto de la Unión, incluidas las partidas de la acción exterior —salvo en el ámbito de la defensa militar—, así como depositario por excelencia de la facultad de control político sobre todas las demás instituciones de la Unión, en todos los ámbitos.